# مثنان قلبي الأوراق
مثنان قلبي الأوراق (الاسم العلمي:Thymelaea coridifolia) هي نوع من النباتات يتبع جنس المثنان من الفصيلة المثنانية.